# 베를린 리히텐베르크역
베를린 리히텐베르크역(Bahnhof Berlin-Lichtenberg)역은 베를린 리히텐베르크구 루멜스부르크와 리히텐베르크의 경계상에 인접한 철도역이다. 1980년대에는 동베를린에서 동독의 주요 도시를 잇는 독일국영철도의 주요 장거리 열차 정차역이었다. 현재의 정차 열차에 비해서 많은 선로 수와 철도 시설은 과거의 의미를 상징한다. 2000년대 역 일간 이용객 수는 약 85,000명으로 대부분 이용객은 베를린의 북부와 동부 교외 지역으로 향하는 승객이다.
DB Station&Service의 직업 훈련역으로 지정되어 있으며, 훈련생이 승강장 안내나 열차표 판매의 일을 전담한다.

## 역 건물
1910년부터 1912년까지 역 일대를 공중으로 지나는 리히텐베르크교(Lichtenberger Brücke)의 차선을 확장하면서 당시 독립시였던 리히텐베르크에서는 역 건물 건축 공모전을 개최했다. 공모전에서 당선된 작품은 작은 다각형 형태의 역사였다. 1970년대 초에 자동차 보급이 증가하면서 리히텐베르크교가 한 차례 더 확장되면서 역 건물 재건축이 다시 진행되었다. 2층 철근 콘크리트조로 지어졌으며, 역 부지의 남서쪽에 위치해 있다. 현재의 역사는 1982년 2월부터 영업을 시작했다.
1990년대 도이체 반은 역 전면 개보수공사를 진행했다. 처음에는 대합실에 안내실이 설치되었다가, 2009년에는 건물 지하로 이전했다가, 2016년에는 완전히 폐쇄되었다.

## 역사

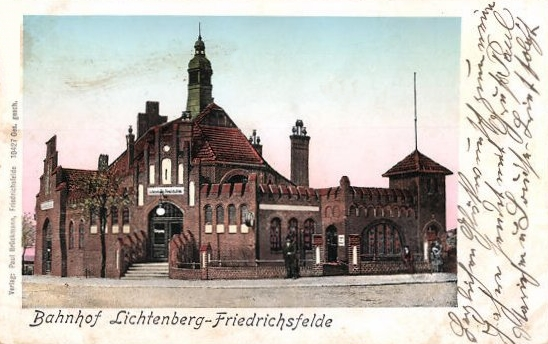
1903년 당시 리히텐베르크교 방면에서의 역 진입 건물

### 건축부터 제2차 세계대전까지
1867년에 개통한 프로이센 동방철도는 베를린에서 슈트라우스베르크를 경유하여 퀴스트린으로 진행했다. 리히텐베르크역 부지에는 1870년대 말 베를린 순환선의 조차장이 들어섰다. 1881년부터 조차장이 여객 영업을 시작하면서 리히텐베르크(Lichtenberg)역으로 개통했다. 역 부지가 프리드리히스펠데에 더 가까이 있었기 때문에 1년 후에 리히텐베르크프리드리히스펠데(Lichtenberg-Friedrichsfelde)로 개칭되었다. 초기 종착역은 베를린 구 동역이었으나, 1882년 2월 7일 베를린 도심선 개통 이후에는 슐레지엔역으로 열차가 진입했다. 1901년에는 장거리선과 근교선이 분리되면서 도심선의 장거리선은 VnK선으로 우회되었다. 이후 리히텐베르크프리드리히스펠데역은 도심선 근교선 열차, 화물 열차, 조차장 기능만 담당했다.
1898년 개통된 브리첸선이 이 역을 지나가며, 브리첸선 열차를 위한 별도의 승강장이 건설되었다. 1903년에는 브리첸선의 베를린 쪽 종착역이 베를린 브리첸역에서 슐레지엔역으로 연장되었다.
1920년 10월 1일 리히텐베르크가 베를린에 편입되었다. 1928년 11월 6일 첫 S반 전동차가 정차했으며, 이듬해 1월 증기 기관차 운행이 중단되었다. 1938년에는 현재의 역명인 리히텐베르크역으로 개칭되었다.

### 분단기
제2차 세계 대전이 끝나고 독일이 분단되면서 베를린의 철도 교통이 단절 및 재배치되었고, 독일국영철도는 리히텐베르크역을 동베를린의 장거리 열차역으로 확대했다. 1950년대 말부터 D 열차가 정차하기 시작했다. 리히텐베르크역은 베를린 외곽순환선, 비스도르프 분기점(Biesdorfer Kreuz), 베를린 순환선 사이에 있었기 때문에 다방면의 열차를 회차 없이 운행할 수 있었고, 처리 용량에 여유가 있었기 때문에 1960년대와 1970년대에는 동베를린의 주요 장거리 열차역이 되었다. 1976년에 동독에서 운행을 시작한 슈테테엑스프레스(Städteexpress) 열차는 이 역에서 동독의 구별 중심 도시로 직통 운행했다.
철도 시설도 동시에 확장되었다. 1952년에는 지하철 E선 환승 통로에서만 접근할 수 있는 신규 승강장이 설치되었다. 1976년부터 1980년까지의 리히텐베르크교 재공사 당시 지상역 개보수공사가 진행되었고 세 번째 장거리 열차 승강장이 설치되었다. 공사 당시 S반은 임시 승강장에 정차했다가, 공사 이후에는 약간 서쪽으로 이동한 새로운 승강장을 사용하기 시작했다. 과거 대합실 건물은 1973년/1974년에 철거되었고, 1978년에 현재 역사 건물을 착공하여 1982년 12월 15일에 개업했다. 과거의 조차장 시설은 폐지되었고 여객 열차 유치선으로 기능이 편경되었다.
1984년 9월 30일 열차선이 전철화되었다.

### 재통일 이후

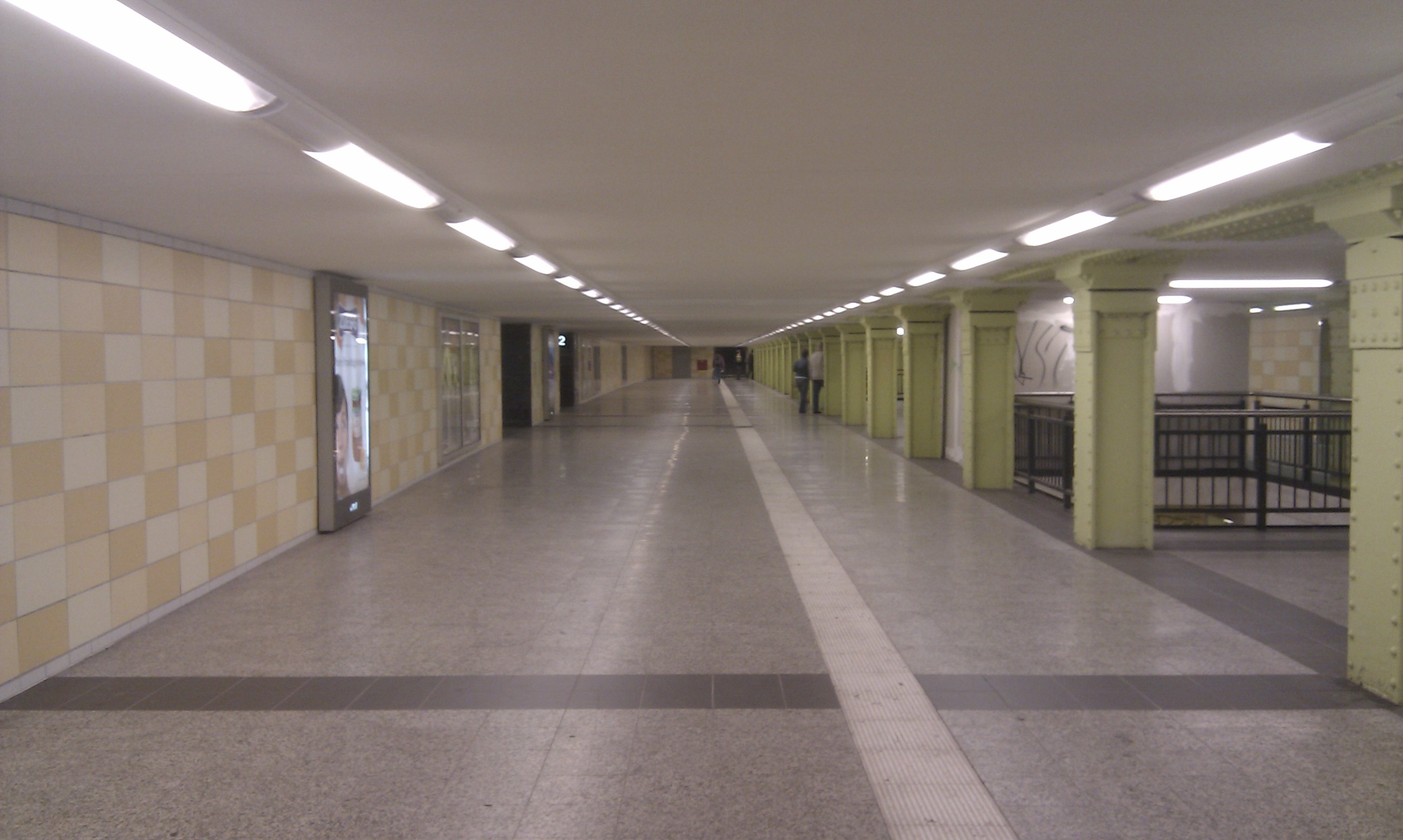
지하철 환승 통로, 2010년

1990년대에는 역 북동쪽에 있었던 S반 프리드리히스펠데 기지 입출고를 원활하게 하기 위해서 S반 승강장을 하나 더 설치하여 2면 3선식으로 개조하려는 계획이 있었으나, 2006년 4월 28일 프리드리히스펠데 기지가 문을 닫으면서 계획이 취소되었다. 한편 기지 자체는 2010년에 다시 개장했다.
독일의 재통일 이후에는 리히텐베르크역의 장거리 열차 정차역으로서의 기능이 축소되었다. 열차가 서쪽으로 제약 없이 운행할 수 있게 되면서 동쪽에 치우친 위치가 약점으로 작용했다. 베를린 도심의 철도 시설이 복구되기 전까지는 기능이 시한부로 유지되었다. 1993년 5월 23일 시간표 개정부터는 뮌헨, 슈투트가르트, 프랑크푸르트발 ICE 6호선이 리히텐베르크역에 정차했다. 당시 베를린 도심의 철도 노선이 전철화되어 있지 않았기 때문에 교외에 있었던 미헨도르프(Michendorf)역에 종착했고, 해당 역에서 베를린 동물원역으로 셔틀 열차가 운행했다. 전철화 이후인 1993년 7월 4일부터 ICE 열차가 베를린 동물원역으로 직통 운행하기 시작했다. 1998년 5월 베를린 도심선의 열차선이 재개통하면서 기능이 더욱 축소되었다. 2006년 5월 베를린 남북 장거리선 개통 이전까지는 프랑크푸르트발 일부 ICE 열차가 운행했으나, 그 이후에는 남북 장거리선 터널로 대부분 열차가 이전되었고 일부 야간 열차만 정차하는 역이 되었다. 이 과정에서 일부 RE 노선도 정차하지 않게 되었다.
2007년 1월과 2월에는 리히텐베르크역과 리히텐베르크교 일대에서 《본 얼티메이텀》 촬영이 진행되었다.
2010년 독일 연방정부의 예산으로 새로운 엘리베이터가 설치되었다. 이 엘리베이터는 S반 승강장과 U반 환승통로를 잇는다. 15/16번 승강장 엘리베이터 설치는 2010년으로 계획되어 있었다.
베를린 S반의 주요역 20곳 중 하나로 지정되어 있다.
2019년 11월부터 S반에 전자식 신호소가 운영을 시작했다. 프리드리히스펠데 오스트역은 이 역의 제어를 받는 피제어역으로 격하되었다.

## 도시 철도

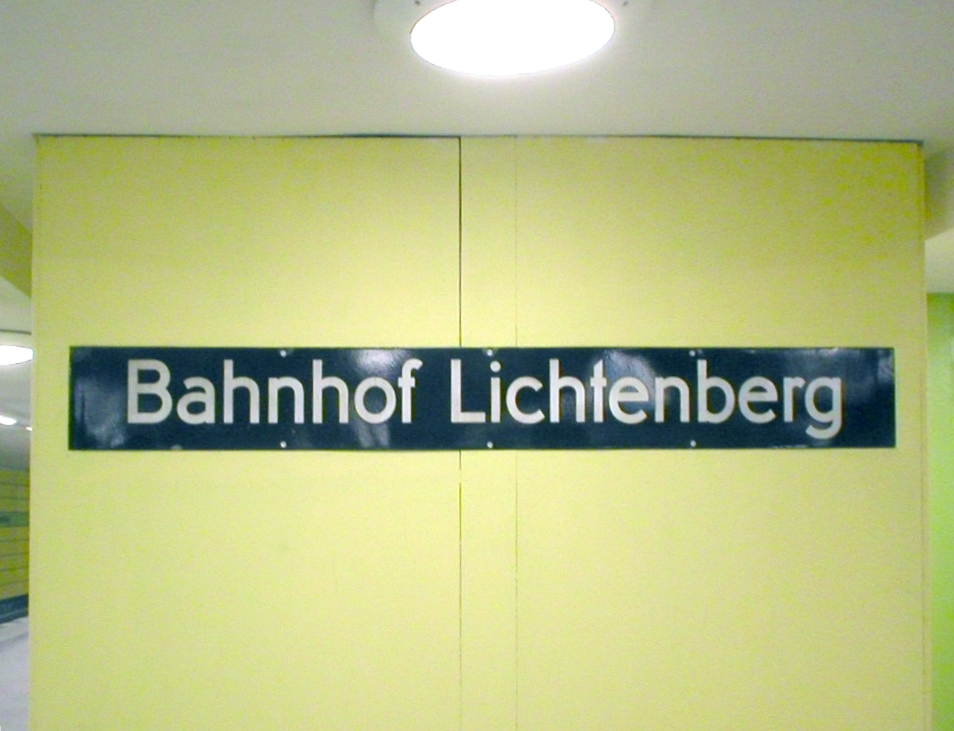
리히텐베르크역 구 역명판

1930년 12월 21일 E선의 알렉산더플라츠-프리드리히스펠데 연장에 따라서 개업했다. 당시 역명은 리히텐베르크(중앙묘지)(Lichtenberg(Zentralfriedhof))역이었다. 역사 설계는 알프레드 그레난데르가 담당했으며 신즉물주의 양식으로 건설했다. 역 주요 색상은 노란색이다. 막달레넨슈트라세역과 유사하게 역 승강장에는 기둥이 2열로 설치되어 있다. 1950년대에 중간층을 건설하면서 승강장 높이는 2.8 m로 조정되었다. 구조 변경의 흔적으로 역 승강장에서 올라오는 기둥이 중앙층을 통과한다. 중앙층은 지상역사의 북동쪽 출구와 연결된다.
1935년에는 리히텐베르크역(Bahnhof Lichtenberg)역으로 개칭되었다. 제2차 세계 대전 개전 이후인 1940년에는 이 역에도 방공호가 설치되었다. 베를린 폭격 당시 큰 피해를 입지 않았으며, 종전에 임박하여 벌어진 1945년 5월 2일 란트베어 운하 폭파 시에도 이 역은 침수되지 않았다. 종전 이후인 5월 24일부터 거의 파괴되지 않은 프랑크푸르터 알레-리히텐베르크-프리드리히스펠데 단선 운행이 복구되었다. 1945년 6월부터 전 구간 운행이 복구되었다.
동독 시기에는 리히텐베르크역의 격상에 따라서 지하철역의 기능도 중요해졌다. 중간층 건설 이외에는 크게 변경되지 않았다.
통일 이후에야 동독 시기에 상대적으로 방치되었던 U5 노선의 알렉산더플라츠-프리드리히스펠데 구간 지하역 개보수공사가 본격적으로 시작될 수 있었다. 2004년 6월부터 9월까지 프랑크푸르터 알레-티어파르크 구간 개보수공사가 진행되었으며, 영업 최고 속도가 70 km/h로 증속되었다. 이 과정에서 노반 구조물과 1930년대까지 거슬러올라가는 궤도 외에도 역사 전체적인 개보수가 진행되었다. 역 승강장 외벽은 에나멜 코팅 패널로 대체되었고, 그레난데르가 설계한 색상을 고려하여 노란색 배경에 라임색 줄무늬 패널을 사용했다. 승강장도 30 m 동쪽으로 이설되었다. 중간층과 승강장 사이 천장부가 개방되었다. 이 시기에는 엘리베이터는 설치되지 않았다. 2013년 중반이 되어서야 엘리베이터가 설치되었고, 승강장과 중간층, 중간층과 대합실을 잇는다.

## 인접 정차역

### 장거리 열차
동독 시기에 정차했던 장거리 열차는 통일 이후에 점점 줄어들었으며, 1998년 베를린 도심선 전 구간 재개통에 따라서 대부분 사라졌다. 2006년 5월 베를린 중앙역 건설 당시 남아 있었던 열차가 사라졌다. 베를린-뮌헨 CNL 야간열차가 폐지된 후 1주일에 1회 운행하는 파리-베를린-모스크바간 열차만 정차하게 되었다.
2016년 12월 14일부터 파산 이전 2017년 5월 17일까지는 오픈 액세스 사업자 로코모어(Locomore)의 베를린-슈투트가르트간 장거리 열차가 정차했다. 2017년 8월 24일에는 레오 익스프레스(LEO Express)와 플릭스부스(Flixbus)의 협력으로 목요일부터 월요일까지 매일 운행을 재개했다. 2018년 4월부터는 플릭스트레인(Flixtrain)이 출범했고 2018년 6월 21일에는 매일 2편성 운행으로 확대되었다. 2019년 12월 15일부터는 베를린 리히텐베르크역이 아닌 베를린 중앙역 착발로 변경되었다.

### 지역간 열차
2010년대부터 리히텐베르크발 지역간 열차는 니더바르님 철도에서 퀴스트린/코스트신나트오드롱, 템플린, 베르노이헨 방면, DB 레기오 노르트오스트에서 젠프텐베르크, 에베르스발데 방면으로 운행했다. 대부분 지역간 열차는 1시간 배차 간격으로 운행한다. 하계에는 라인스베르크 방면으로 1일 1편성 열차가 추가 운행했다. 2016년 초부터는 폴란드의 프셰보지 레기오날네(Przewozy Regionalne)와의 공동 운행으로 베를린발 고주프비엘코폴스키, 크시즈비엘코폴스키(Krzyż Wielkopolski), 지엘로나구라 방면으로의 열차가 1일 1편성 운행했다(RB26/RB91).
주말에는 DB 레기오 노르트오스트/콜레예 돌노실롱스키에(Koleje Dolnośląskie)의 공동 운항으로 베를린 리히텐베르크역-브로츠와프 중앙역간 직통 열차(Kulturzug)를 운행한다.
| IRE                                       | IRE       | IRE                                                   |
| ----------------------------------------- | --------- | ----------------------------------------------------- |
| 시·종착역                                 | Kulturzug | 포르스트 (라우지츠) 폴란드 브로츠와프 방면            |
| RE·RB                                     |           |                                                       |
| 오스트크로이츠 오스트크로이츠 방면        | RB 12     | 호엔쇤하우젠 템플린 슈타트역 방면                     |
| 오스트크로이츠 BER 공항 방면              | RB 24     | 시·종착역                                             |
| 오스트크로이츠 베를린 오스트크로이츠 방면 | RB 25     | 아렌스펠데 베르노이헨 방면                            |
| 오스트크로이츠 오스트크로이츠 방면        | RB 26     | 말스도르프 폴란드 코스트신 방면                       |
| 오스트크로이츠 BER 공항 방면              | RB 32     | 호엔쇤하우젠 오라니엔부르크 방면                      |
| 시·종착역                                 | RB 54     | 게준트브루넨 라인스베르크 방면                        |
| 시·종착역                                 | RB 91     | 프랑크푸르트 (오데르) 중앙역 폴란드 지엘로나구라 방면 |

### S반 및 시내 교통
역 북쪽에는 베를린 버스 256번 및 베를린 노면전차 21, 37번이 정차한다. 역 남쪽에는 베를린 버스 108, 240, 296번이 정차한다. N5, N50, N94번 야간 버스는 리히텐베르크교에 정차한다.
| 베를린 S반                            | 베를린 S반 | 베를린 S반                                           |
| ------------------------------------- | ---------- | ---------------------------------------------------- |
| 뇔드너플라츠 베스트크로이츠 방면      | S5         | 프리드리히스펠데 오스트 슈트라우스베르크 노르트 방면 |
| 뇔드너플라츠 포츠담 방면              | S7         | 프리드리히스펠데 오스트 아렌스펠데 방면              |
| 뇔드너플라츠 바르샤우어 슈트라세 방면 | S75        | 프리드리히스펠데 오스트 바르텐베르크 방면            |
| 베를린 지하철                         |            |                                                      |
| 마그달레넨슈트라세 중앙역 방면        | U5         | 프리드리히스펠데 회노 방면                           |

## 참고 문헌
- Andreas Stange (2009). 《Eisenbahnknoten Berlin-Lichtenberg》. Berlin: Verlag Bernd Neddermeyer. ISBN 978-3-941712-02-7.
- Bernd Kuhlmann: Berliner Verkehrsknoten: Berlin-Lichtenberg. In: Verkehrsgeschichtliche Blätter, 37. Jg., Heft 5 (September/Oktober 2010), S. 117–129.